# Cơ tim

Trong nhiều loài động vật có tim, cơ tim, như tên gọi của nó, là cơ của tim. Quá trình co giãn của cơ tim thực hiện đẩy máu đi qua hệ tuần hoàn trong cơ thể, cơ tim hoạt động không ngừng nghỉ cho đến khi chết. Tương tự như cơ trơn, cơ tim được điều khiển bởi hệ thống thần kinh tự động (autonomic nervous system) và các hócmôn (hormone) và một phần của nó có thể co giãn tự nhiên.
Cơ tim là một trong ba loại cơ động vật có xương sống, với hai loại khác là cơ xương và cơ trơn. Nó là một cơ vân không tự chủ tạo thành mô chính của thành tim. Cơ tim tạo thành một lớp trung dày giữa lớp ngoài của thành tim (màng ngoài tim) và lớp bên trong (màng trong tim), với máu được cung cấp qua lưu thông mạch vành. Nó bao gồm các tế bào cơ tim cá nhân (cardiomyocytes) kết hợp với nhau bằng đĩa xen kẽ, được bọc bởi các sợi collagen và các chất khác tạo thành ma trận ngoại bào.
Các co duỗi cơ tim theo cách tương tự với cơ xương, mặc dù có một số khác biệt quan trọng. Một sự kích thích điện dưới hình thức một điện áp hoạt động tim được phân phối theo một mô hình nhịp nhàng sẽ kích thích sự giải phóng calci từ khu chứa calci bên trong của tế bào, mạng lưới sarcoplasmic. Sự gia tăng calci làm cho myofilaments của tế bào trượt qua nhau trong một quá trình gọi là khớp nối co giãn kích thích.
Các bệnh về cơ tim có tầm quan trọng lớn. Chúng bao gồm các điều kiện do nguồn cung cấp máu bị hạn chế cho cơ bao gồm đau thắt ngực và nhồi máu cơ tim, và các bệnh cơ tim khác được gọi là bệnh cơ tim.